# Gareth Knight
Gareth Knight (ur. 19 lutego 1973) – nowozelandzki judoka.
Uczestnik mistrzostw świata w 1995, 1997, 1999 i 2003. Startował w Pucharze Świata w 1997 i 1998. Zdobył trzy medale w latach mistrzostw Oceanii w 1994 - 2002. Mistrz kraju w 1994, 1995, 2001, 2002 i 2004 roku.